# Endlagersuche in Deutschland
Mit der Endlagersuche soll ein geeigneter Standort in tiefer geologischer Formation für ein Endlager für hochradioaktive Abfälle gefunden werden. Der Suchprozess für die Bundesrepublik Deutschland ist im Standortauswahlgesetz beschrieben, das dazu Mitte 2017 novelliert wurde. Die wesentlichen Kriterien wurden zuvor durch die Kommission Lagerung hoch radioaktiver Abfallstoffe von 2014 bis Mitte 2016 erarbeitet.
Der Prozess der Endlagerung gliedert sich in die „Etappen“ Endlager-Auswahl, Errichtung des Endlagers, Einlagerung des radioaktiven Abfalls und Verschluss des Bergwerks.
Die Standortauswahl soll in die drei Phasen Auswahl der Standort-Region, übertägige und untertägige Erkundung gegliedert werden.
Gleichzeitig mit dem technischen Auswahlverfahren wird ein mehrstufiges, demokratisch legitimiertes Entscheidungs- und Konfliktbewältigungs-Verfahren vorgeschlagen mit dem Ziel, einen möglichst weitgehenden und generationenfesten Konsens zu ermöglichen.

## Historie
Der Arbeitskreis Auswahlverfahren Endlagerstandorte (AkEnd) bestand von Februar 1999 bis Dezember 2002 und hat erstmals in Deutschland wissenschaftlich fundierte Kriterien zur Endlagerung erarbeitet. Derzeit kümmern sich die Deutsche Arbeitsgemeinschaft Endlagerforschung (DAEF) und die Bundesgesellschaft für Endlagerung (BGE) um die Probleme der Möglichkeiten einer sicheren Endlagerung.

## Grundsätze der Standortauswahl
- Die dauerhafte Sicherheit soll absolute Priorität bei der Standortsuche haben. Ziel ist die Lagerung mit „bestmöglicher Sicherheit“ für einen Zeitraum von einer Million Jahren.[AB 6]
- Das Auswahlverfahren strebt ein gemeinwohlorientiertes Ergebnis an.[AB 7]
- Die Suche nach einem Endlager soll von einer breiten öffentlichen Beteiligung begleitet werden. Dazu wurden u. a. während der Arbeitszeit der Endlagerkommission Veranstaltungen und Online-Foren durchgeführt.[4][AB 8]
- Die Standortsuche soll zügig erfolgen, da die Zwischenlager-Standorte nur zeitlich begrenzt genutzt werden können. Priorität haben jedoch Sicherheit und Partizipation.[AB 9]
- Die Suche soll mit einer „weißen Landkarte“ beginnen, d. h., es gibt keine Standorte, die von vornherein ausgeschlossen werden sollen.[AB 10]
- Die Endlagerung soll unter Tage in einem Bergwerk stattfinden.[AB 1]
- Die Einlagerung soll reversibel sein und dem Konzept der Rückholbarkeit bzw. Bergbarkeit genügen, das heißt, der radioaktive Abfall soll innerhalb eines Zeitraums von 500 Jahren wieder geborgen werden können, falls es zu Komplikationen kommen sollte.[AB 11][AB 12]
- Die Endlagerung soll innerhalb der Grenzen von Deutschland erfolgen.[AB 12]
- Die Endlagerung ist eine staatliche Aufgabe. Die Kosten sollen von den Betreibern der Kernkraftwerke bzw. deren Rechtsnachfolgern getragen werden.[AB 6]
- Die Endlagerkommission empfiehlt, alle Informationen während des Entscheidungsprozesses öffentlich zugänglich zu machen und in einer Weise aufzuarbeiten, dass sie sowohl für Laien als auch für Fachleute verständlich sind.[AB 6][AB 13]

## Art des radioaktiven Abfalls
Primär sollen hoch radioaktive Abfallstoffe gelagert werden (ca. 27.000 m³ lt. BMUB, die Zahl wird oft auf 30.000 m³ gerundet). Schwach oder mittel radioaktive Abfallstoffe sollen nur dann zusätzlich gelagert werden, wenn negative Wechselwirkungen mit den hoch radioaktiven Abfallstoffen ausgeschlossen werden können und wenn genügend Raum vorhanden ist (Mengenprognose: insgesamt ca. 600.000 m³).

## Zeitplanung
Nach dem Standortauswahlgesetz wird die Festlegung des Endlager-Standortes für das Jahr 2031 angestrebt. Die Endlagerkommission hielt diesen Zeitplan für „unrealistisch“. Einen eigenen Zeitplan stellte die Kommission nicht auf.
Am 10. November 2022 bestätigte die Bundesgesellschaft für Endlagerung, dass das gesetzlich festgelegte Zieldatum im Jahr 2031 nicht gehalten werden kann. Aus internen Unterlagen der BGE geht hervor, dass frühestens im Jahr 2046 mit einer Festlegung zu rechnen ist.
Phase I: Auswahl der Standort-Regionen
Schritt 1: Ausschluss von Gebieten (/Regionen) über definierte Ausschlusskriterien und Mindestanforderungen
Schritt 2: Abwägung unter den verbleibenden Regionen über geologische Abwägungskriterien
Schritt 3: Einengung auf planungsrechtlich vertretbare Teil-Gebiete (Teil-Regionen)
Phase II: Übertägige Erkundung
Phase III: Untertägige Erkundung

### Bericht der BGE über potentielle Endlagerregionen 2020
Hinsichtlich der Phase I hat die Bundesgesellschaft für Endlagerung (BGE) als Vorhabenträger auf Grundlage geologischer Daten erste Ergebnisse in einem Zwischenbericht Teilgebiete am 28. September 2020 veröffentlicht und diesen an das Bundesamt für die Sicherheit der nuklearen Entsorgung (BASE) übermittelt. In dem Zwischenbericht werden 90 Teilgebiete, die für eine vertiefte Standortsuche für ein Endlager für hochradioaktive Abfälle infrage kommen, benannt und sämtliche für die getroffene Auswahl entscheidungserhebliche Tatsachen und Erwägungen dargestellt. Gebiete, die aufgrund nicht hinreichender geologischer Daten nicht eingeordnet werden können, werden ebenfalls aufgeführt und Empfehlungen zum weiteren Umgang mit diesen Gebieten dargelegt. Laut dem Bericht sind 54 Prozent der Fläche der Bundesrepublik Deutschland für eine Endlagerung von radioaktiven Abfällen aus geowissenschaftlicher Sicht geeignet. Nach dem Standortauswahlgesetz wurden bei der Untersuchung, auf der der Bericht fußt, Bodenregionen mit Vorkommen von Steinsalz, Ton und kristallinen Gesteinen berücksichtigt. Nicht berücksichtigt wurden Regionen, auf die Ausschlusskriterien wie Erdbebengefahren, Einflüsse aus Bergbautätigkeiten oder ein geringes Grundwasseralter zutreffen – Regionen, die damit ein Risiko für eine bis zu einer Million Jahre andauernde Endlagerung darstellen könnten. Die BGE bewertete auf Grundlage der Daten der geologischen Dienste des Bundes und der Länder, ob eine Region als Endlagerstätte geeignet ist.
Das BASE hat Bürger, Vertreter der Gebietskörperschaften der nach § 13 Absatz 2 ermittelten Teilgebiete, Vertreter gesellschaftlicher Organisationen und Wissenschaftler zur Fachkonferenz Teilgebiete eingeladen, um den Zwischenbericht des Vorhabenträgers zu erörtern.
Bezüglich der Phasen II und III entscheiden der Deutsche Bundestag und der Bundesrat per Bundesgesetz, welche Standorte jeweils für die übertägigen und für die untertägigen Erkundungen berücksichtigt werden sollen.

### Ergebnisse der Prozessanalyse des Standortauswahlverfahrens 2024
Im August 2024 wurde eine Studie des Öko-Instituts Freiburg bekannt, die den aktuellen Ablauf der Endlagersuche analysiert hat. Danach müsse „selbst bei einem idealen Projektablauf [...] nach der gegenwärtigen Rechtslage damit gerechnet werden, dass das Verfahren erst im Jahr 2074 abgeschlossen werden kann“. Bundesumweltministerin Steffi Lemke (Grüne) bewertete die Studie als bereits überholt, da das Gutachten die jüngsten Fortschritte nicht abbilde. Lemke zufolge seien „weitere Verfahrensoptimierungen – unter Wahrung des Primats der Sicherheit und der gebotenen Öffentlichkeitsbeteiligung“ seitens des Bundesumweltministeriums geplant.

## Entscheidungskriterien

### Geologische Ausschlusskriterien
- Großräumige Vertikalbewegungen[AB 18]
- Aktive Störungszonen
- Einflüsse aus gegenwärtiger oder früherer bergbaulicher Tätigkeit
- Seismische Aktivität
- Vulkanische Aktivität
- Grundwasseralter

### Geologische Mindestanforderungen
- Gebirgsdurchlässigkeit[AB 19]
- Mächtigkeit des einschlusswirksamen Gebirgsbereichs: mindestens 100 m, für das Wirtsgestein Kristallin (Granit): auch geringer mächtig
- Tiefe des einschlusswirksamen Gebirgsbereichs: mindestens 300 m
- Fläche des Endlagers
- Erkenntnisse zum einschlusswirksamen Gebirgsbereich hinsichtlich des Nachweiszeitraums: > 1 Mio. Jahre Sicherheit

### Geologische Abwägungskriterien
Eine rechnerische Gewichtung der verschiedenen Abwägungskriterien soll nach der Empfehlung der Endlagerkommission nicht erfolgen, vielmehr sollen die Kriterien argumentativ abgewogen werden.
Es sind drei Gewichtungsgruppen vorgesehen:
1. Kriterien zur Güte des Einschlussvermögens und zur Zuverlässigkeit des entsprechenden Nachweises[AB 20]
2. Kriterien zur Frage, wie gut das Gebirge den Einschluss bei Beanspruchungen aufrechterhält[AB 21]
3. Kriterien zur Güte des Einschlusses auf unbegrenzte Zeit[AB 21]

### Sicherheitsanforderungen und Anforderungen an die Sicherheitsuntersuchungen
Entsprechende Prüfkriterien sollen im Verlaufe des Verfahrens festgelegt werden. Um sie festlegen zu können, müssen zuvor die Ergebnisse geologischer Untersuchungen vorliegen.

### Planungsbezogene Abwägungskriterien
Diese Kriterien kommen erstmals in Phase I / Schritt 3 zur Einengung potentiell geeigneter Teil-Gebiete zur Anwendung. Es gibt drei Gewichtungsgruppen:
Gewichtungsgruppe 1 – Schutz des Menschen und der menschlichen Gesundheit:
- Abstand zu vorhandener bebauter Fläche von Wohngebieten und Mischgebieten
- Emissionen (Lärm, radiologische und konventionelle Schadstoffe)
- Oberflächennahe Grundwasservorkommen zur Trinkwassergewinnung
- Überschwemmungsgebiete

Gewichtungsgruppe 2 – Schutz einzigartiger Natur- und Kulturgüter vor irreversiblen Beeinträchtigungen:
- Naturschutz- und Natura-2000-Gebiete
- Bedeutende Kulturgüter (z. B. UNESCO-Welterbe)
- Tiefe Grundwasservorkommen zur Trinkwassergewinnung

Gewichtungsgruppe 3 – Sonstige konkurrierende Nutzungen und Infrastruktur:
- Anlagen, die der Störfallverordnung unterliegen
- Abbau von Bodenschätzen, einschließlich Fracking
- Geothermische Nutzung des Untergrundes
- Nutzung geologischer Formationen als Erdspeicher (Druckluft, CO2-Verpressung, Gas)

## Öffentliche Institutionen

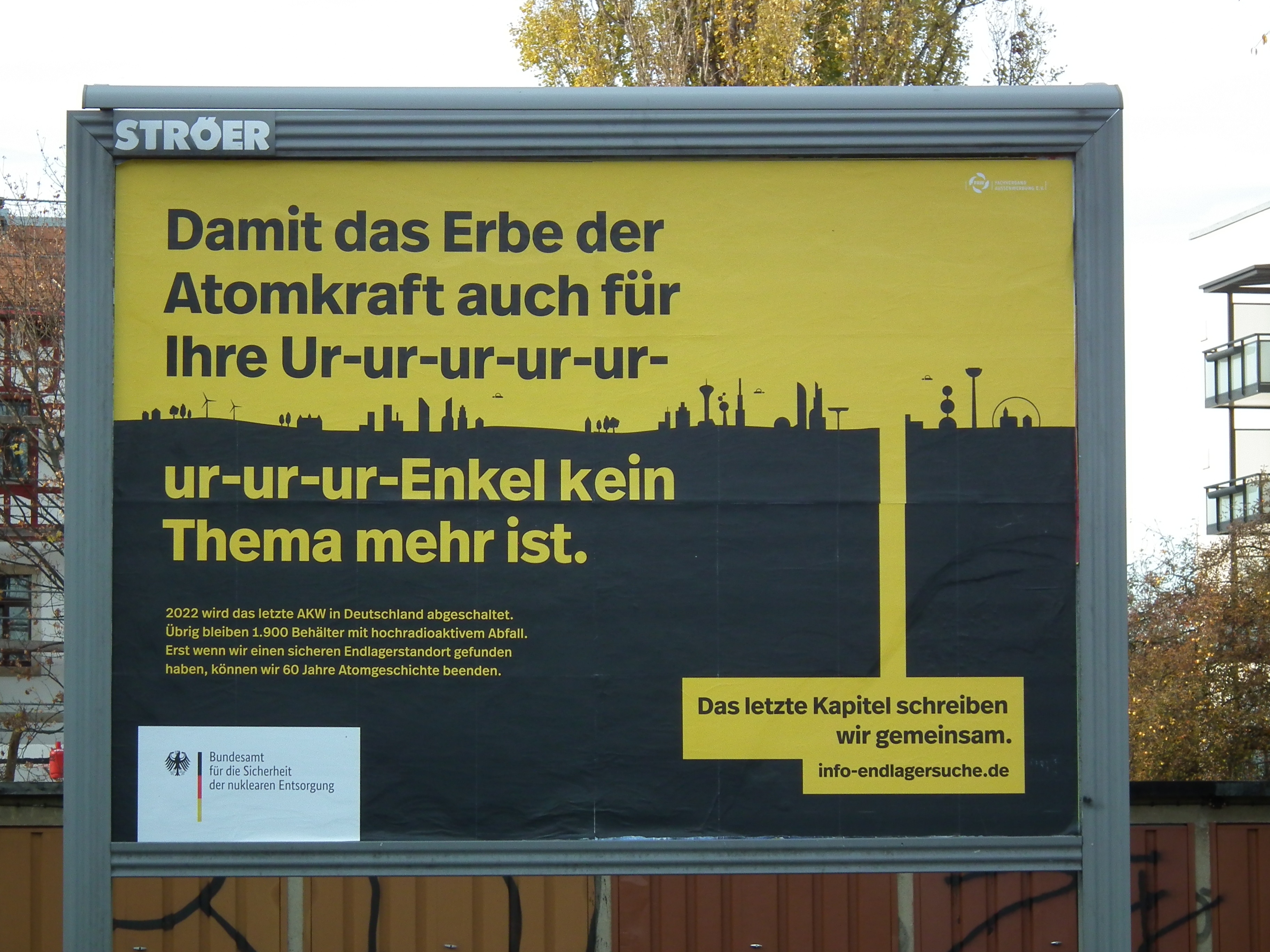
Plakat des Bundesamts für die Sicherheit der nuklearen Entsorgung zur Endlagersuche (2020)

Zur Standortsuche, zum Bau und zum Betrieb des Endlagers wurde die Bundesgesellschaft für Endlagerung (BGE) gegründet, die als Vorhabenträger fungieren soll. (Zunächst sollte die BGE Bundes-Gesellschaft für kerntechnische Entsorgung heißen und so ist sie auch in der Abbildung genannt.) Überwacht wird die BGE vom Bundesamt für die Sicherheit der nuklearen Entsorgung (BASE). Das BASE ist laut Paragraf 6 des Standortauswahlgesetzes dazu verpflichtet, den Prozess zu dokumentieren und wesentliche Unterlagen wie Gutachten, Stellungnahmen, Datensammlungen und Berichte auf einer Internetplattform zu veröffentlichen.

### Nationales Begleitgremium
Das Nationale Begleitgremium (NBG) ist ein unabhängiges Gremium, das die Endlagersuche vor allem im Bereich Bürgerbeteiligung stärken soll. Es existiert seit November 2016. Grundlage für die Arbeit des Nationalen Begleitgremiums ist das Standortauswahlgesetz (StandAG). Das NBG besteht gemäß § 8 Abs. 3 StandAG aus zwölf anerkannten Persönlichkeiten des öffentlichen Lebens, die von Bundestag und Bundesrat berufen werden, und aus sechs Bürgerinnen und Bürgern, die in einem Beteiligungsverfahren nominiert und vom Bundesumweltministerium ernannt werden. Die Mitglieder sind unabhängig, gehören also keiner Bundes- oder Landesregierung an und haben keine wirtschaftlichen Interessen in Bezug auf Standortauswahl oder die Endlagerung. Die Amtszeit eines Mitgliedes beträgt drei Jahre. Eine Wiederberufung ist zweimal möglich.
Fachgruppen:
- FG I Öffentlichkeitsbeteiligung
- FG II Geologie und Grundlagendaten
- FG III Strahlenschutz und Sicherheit
- FG IV Selbsthinterfragendes Verfahren und Institutionengeflecht

Aktuelle Mitglieder:
- Andy Barnekow, Ingenieur, Bürgervertreter, seit Oktober 2024 im Gremium
- Günther Beckstein – Ministerpräsident a. D. des Freistaates Bayern, von Bundestag und Bundesrat gewähltes Mitglied, seit März 2020 im Gremium
- Silke Brenner – IT-Lizenzmanagerin, Bürgervertreterin, seit Januar 2024 im Gremium
- Klaus Brunsmeier – Bund für Umwelt und Naturschutz Deutschland (BUND), ehemaliges Mitglied der Endlagerkommission, von Bundestag und Bundesrat gewähltes Mitglied, seit Dezember 2016 im Gremium
- Markus Dröge – ehemaliger Bischof der Evangelischen Kirche Berlin-Brandenburg – schlesische Oberlausitz, Mitglied des Rates der EKD, von Bundestag und Bundesrat gewähltes Mitglied, seit März 2020 im Gremium
- Marion Durst – Diplompädagogin für Physik, Astronomie und Mathematik, Bürgervertreterin, seit Juli 2018 im Gremium
- Armin Grunwald – Leiter des Büros für Technikfolgen-Abschätzung beim Deutschen Bundestag, ehemaliges Mitglied der Endlagerkommission, von Bundestag und Bundesrat gewähltes Mitglied, seit Dezember 2016 im Gremium und seit Mai 2020 Ko-Vorsitzender
- Christoph Komoß – Raumausstattermeister, seit April 2023 im Gremium
- Jo Leinen – ehemaliges Mitglied des Europäischen Parlaments, von Bundestag und Bundesrat gewähltes Mitglied, seit März 2020 im Gremium
- Monika C. M. Müller – Studienleiterin für Naturwissenschaften, Ökologie und Umweltpolitik der Evangelischen Akademie Loccum, von Bundestag und Bundesrat gewähltes Mitglied, seit Dezember 2016 im Gremium
- Jürgen Rüffer, Vermessungsingenieur, seit April 2023 im Gremium
- Maria-Theresia Schafmeister – Professorin für Angewandte Geologie / Hydrogeologie an der Universität Greifswald, von Bundestag und Bundesrat gewähltes Mitglied, seit November 2020 im Gremium
- Magdalena Scheck-Wenderoth – Geologin, Direktorin des Departments 4 Geosysteme am Helmholtz-Zentrum Potsdam – Deutsches GeoForschungsZentrum, von Bundestag und Bundesrat gewähltes Mitglied, seit März 2020 im Gremium
- Miranda Schreurs – Professorin für Umwelt und Klimapolitik, Hochschule für Politik an der TU München, ehemaliges Mitglied im Sachverständigenrat für Umweltfragen, von Bundestag und Bundesrat gewähltes Mitglied, seit Dezember 2016 im Gremium und Ko-Vorsitzende
- Arnjo Sittig – Student der Politikwissenschaft, seit Juli 2021 im Gremium

Ehemalige Mitglieder:
- Bettina Gaebel (Dezember 2016 – Dezember 2019)
- Rainer Grießhammer (März 2020 – Juni 2023)
- Lukas Fachtan (Juli 2018 – Juli 2021)
- Tobias Flieger (Dezember 2019 – März 2023)
- Gül Kuscu (April 2023 – September 2023)
- Hendrik Lambrecht (Dezember 2016 – Februar 2019; Mandat niedergelegt)
- Annette Lindackers (Dezember 2019 – März 2023)
- Kai Niebert (Dezember 2016 – März 2020; Mandat ab Juli 2018 ruhend)
- Werner Rühm (März 2020 – März 2023; Mitgliedschaft ruhend seit Januar 2023)
- Roland Sauerbrey (März 2020 – März 2023)
- Manfred Suddendorf (Juli 2018 – September 2024)
- Klaus Töpfer (Dezember 2016 – März 2020)
- Michael Succow (März 2020 – Mai 2020)
- Jorina Suckow (Dezember 2016 – März 2023)

## Beteiligungsformate
Die Endlagerkommission stellte fest, dass „die Akzeptanz parlamentarisch ausgehandelter Lösungen … deutlich gesunken“ sei und deshalb mehr gesellschaftliche Beteiligung vorgesehen werden soll, als dies bislang üblich war, um das Konflikt-Thema Endlagerung gesellschaftlich auf allgemein akzeptierte Weise bearbeiten zu können. Ziel sei eine „generationenfeste Lösung“ in einem „möglichst weitgehenden“ gesellschaftlichen Konsens.
Die Kommission erwartet, dass der gesamte Such-Prozess von Konflikten geprägt sein wird und sieht darin einen „Treiber“, eine „Herausforderung“ und eine „Chance zur Beseitigung von Schwachstellen“. Das Entscheidungs-Verfahren könne dabei nach Überzeugung der Kommission nur gelingen, wenn sich alle Beteiligte auf eine „neue gesellschaftliche Konfliktkultur“ einlassen.
Insgesamt soll ein „sich selbst hinterfragendes“, lernfähiges Beteiligungssystem geschaffen werden, das flexibel auf Konflikte reagiert und damit zur „Selbstheilung“ fähig ist.

### Fachkonferenz Teilgebiete
Bevor Standorte, die sich zur übertägigen Erkundung eignen, benannt werden, findet eine Fachkonferenz Teilgebiete statt, die sich mit den Empfehlungen zu den ausgewählten Teilgebieten (/Teil-Regionen) nach Phase I / Schritt 2 befässt. Auf der Fachkonferenz diskutiert die BGE mbH ihren Zwischenbericht Teilgebiete mit Bürgern und Vertretern aus Wissenschaft und Kommunen sowie Repräsentanten gesellschaftlicher Organisationen. Das Ziel der Veranstaltung ist es, die fachkundige Befassung mit der Arbeit der BGE mbH frühzeitig einzuleiten, noch bevor regionale Interessen in den Vordergrund treten.
Der Auftakt zur Fachkonferenz Teilgebiete war der 17./18. Oktober 2020. Im Anschluss auf den Auftakttermin können die Teilnehmer bei drei weiteren Terminen über die Inhalte und Methoden des Zwischenberichts beraten. Organisatorische Unterstützung erhalten sie von einer Geschäftsstelle, die beim Bundesamt für die Sicherheit der nuklearen Entsorgung angesiedelt ist.
Nach dem letzten Termin übermittelte die Fachkonferenz ihre Beratungsergebnisse am 7. September 2021 an die BGE mbH. Mit der Übermittlung der Beratungsergebnisse löste sich die Fachkonferenz Teilgebiete auf. Die BGE mbH lässt die Ergebnisse in ihre weitere Arbeit einfließen.

### Regionalkonferenzen
In allen Regionen, die nach der Phase I als über Tage zu erkundende Standort-Regionen vorgeschlagen werden, sollen Regionalkonferenzen stattfinden, die für alle Bürger zugänglich sind.
Jeder Regionalkonferenz („Vollversammlung“) ist ein Vertretungskreis zugeordnet.
Der Vertretungskreis soll aus Vertretern der Kommunen, gesellschaftlichen Gruppen und Einzelbürgern bestehen, die mit Ausnahme der kommunalen Vertreter von der Vollversammlung gewählt werden sollen. Beide Gremien sollen den gesamten Auswahl-Prozess begleiten und sollen „regelmäßig“ in den Entscheidungs-Prozess einbezogen werden.
Eine der Hauptaufgaben der Regionalkonferenz ist die Überprüfung der Vorschläge und Entscheidungen am Ende jeder der drei Phasen des Auswahl-Prozesses.
Falls sich die dabei aufgekommenen Fragen nicht klären lassen, hat die Regionalkonferenz jeweils bevor der Bundestag entscheidet das Recht einen „Nachprüfauftrag“ zu formulieren und damit die Entscheidung an die BGE zurückzugeben.

### Stellungnahmeverfahren und Erörterung
Nach Abschluss der Behandlung durch die Regionalkonferenzen soll der Vorschlag der Öffentlichkeit und den Trägern öffentlicher Belange zur Stellungnahme vorgelegt werden.

### Fachkonferenz Rat der Regionen
Die Fachkonferenz soll einen Austausch zwischen den Regionalkonferenzen ermöglichen und bei den Akteuren einen Perspektivwechsel anregen.

### Standort-Vereinbarung
Die Standort-Regionen sollten nach Meinung der Endlagerkommission in die Lage versetzt werden, Belastungen durch das Endlager auszugleichen.

## Kritik am vorgeschlagenen Entscheidungs-Prozess
Es gibt eine breite Kritik daran, dass der Standort Gorleben nicht aus dem Auswahlverfahren herausgenommen wurde. Der Dissens zu Gorleben kommt auch innerhalb des Abschlussberichts der Endlagerkommission durch zwei Text-Varianten zum Ausdruck.
Außerdem wird kritisiert, dass durch Zeitdruck die geplante breite gesellschaftliche Beteiligung sehr kurz ausgefallen sei.
Greenpeace kritisiert, dass Alternativen zur Endlagerung in Bergwerken nicht ausreichend geprüft worden seien.
Eine von über 50 Organisationen und Initiativen unterzeichnete Stellungnahme kritisiert u. a. die mangelnde Klagemöglichkeit von Verbänden innerhalb des Auswahl-Prozesses.
Neben dem BUND haben die Bundesländer Sachsen, Bayern, die Fraktion Die Linke, der Wissenschaftler Wolfram Kudla und die beiden Industrievertreter Bernhard Fischer und Gerd Jäger ein Sondervotum vorgelegt.
Sachsen plädiert dafür, dass die Mindestanforderungen für die Mächtigkeit der geologischen Formation bei Granit nicht abweichen dürften von denen bei Salz- oder Tonvorkommen.
Dörte Themann (Freie Universität Berlin) schlug eine Adaption von Mustern des Commoning vor, um der Behandlung von Atommüll als öffentlichem „Ungut“ zu entsprechen.

## Nachträgliche Öffentlichkeitsbeteiligung zum Endlagerbericht 2016
Da Bundestagspräsident Norbert Lammert den Beratungszeitplan nicht ein zweites Mal verlängern wollte, konnte die geplante öffentliche Diskussion über den Abschlussbericht der Endlagerkommission aus Zeitgründen zunächst nicht stattfinden, wurde jedoch mit mäßiger Beteiligung im Zeitraum vom 18. Juli 2016 bis 11. September 2016 nachgeholt.